# Laczkovich-tétel
Laczkovich Miklós tétele, avagy a kör modern négyszögesítése, avagy Tarski problémája egy, a Banach–Tarski-paradoxon témakörébe tartozó nevezetes állítás.
Alfred Tarski 1925-ben vetette fel a következő problémát: a síkban átdarabolható-e egymásba egy egységterületű körlemez és egy ugyanakkora területű négyzetlap. Itt az átdarabolás halmazelméleti módon értendő, tehát mindkét alakzatot véges sok részre (részhalmazra) kell bontani, úgy, hogy a részek száma ugyanannyi, sőt egymásnak kölcsönösen megfeleltethetők oly módon, hogy az egymásnak megfeleltetett részek egybevágóak. A feltétel, hogy a két alakzat területe legyen azonos, szükségszerű: ha két területtel rendelkező alakzat egymásba átdarabolható, akkor területük megegyezik.
Évtizedek alatt csak gyenge negatív részeredmények születtek: kiderült például, hogy nem lehet olyan részekkel végrehajtani a szétdarabolást, amelyeknek Jordan-görbékből álló határuk van. Nagy meglepetésre azonban 1989-ben Laczkovich Miklós bebizonyította, hogy ilyen átdarabolás létezik, sőt a szükséges egybevágóságok között csak eltolások szerepelnek. A bizonyítás, amely a kiválasztási axiómát veszi alapul, számos Laczkovich által kidolgozott fogalmon kívül használ egy Erdős és Turán által bizonyított diszkrepanciatételt is.
Noha Laczkovich tételét szokás a kör modern négyszögesítésének nevezni, ez annyiban félrevezető, hogy nincs köze a kör négyszögesítésének
jól ismert problémájához. Ez utóbbi azzal foglalkozik, hogy adott körhöz szerkeszthető-e vele egyenlő területű négyzet. Lényegében adott tehát a kör sugara, és a négyzet oldalhosszát akarjuk – a szokásos módon – körzővel és vonalzóval megszerkeszteni. Mint Lindemann megmutatta, {\displaystyle \pi } transzcendens, ezért ilyen szerkesztés nem létezhet.

## Forrás
Laczkovich Miklós: Sejtés és bizonyítás. Typotex Kiadó, 1998. ISBN 978-963-7546-89-1